# مرسيدس نغرون مونيوث
مرسيدس نغرون مونيوث (بالإنجليزية: Mercedes Negrón Muñoz)‏ (8 مارس 1895 في الولايات المتحدة - 26 أغسطس 1973، سان خوان في الولايات المتحدة)؛ كاتِبة وشاعرة .